# Halid Šabanović
Halid Šabanović (* 22. August 1999 in Sarajevo) ist ein bosnisch-herzegowinischer Fußballspieler, der beim SCO Angers in der Ligue 1 unter Vertrag steht.

## Karriere

### Verein
Šabanović begann seine fußballerische Ausbildung beim FK Olimpik Sarajevo, bei dem er 2010 anfing. Nach fast sechs Jahren wechselte er zum Stadtrivalen, dem FK Sarajevo. Dort wurde er 2016 bereits mit den B-Junioren bosnischer Meister. In der Saison 2016/17 wurde er mit ihnen bosnischer U19-Meister, wozu er in 27 Auftritten drei Tore und zehn Vorlagen beisteuern konnte. Auch die Folgespielzeit begann er bei der U19, ehe er zu Beginn der Saison seinen ersten Profivertrag erhielt. Anfang März 2018 (21. Spieltag) debütierte er schließlich im Profiteam in der Premijer Liga gegen den FK Krupa. Bis zum Saisonende kam er insgesamt zu neun Ligaeinsätzen in Bosniens höchster Spielklasse. Am zehnten Spieltag der darauf folgenden Saison 2018/19 schoss er wieder gegen den FK Krupa sein erstes Tor auf professioneller Ebene. Für seinen Verein spielte er in jener Spielzeit insgesamt 17 Mal im Pokal, den er mit der Mannschaft gewinnen konnte, in der Europa-League-Qualifikation und in der Liga, die man auch gewann. In der Folgesaison 2019/20 kam er zu 16 Einsätzen in Liga, Pokal, wo er auch einmal traf und Champions-League-Qualifikation. Mit Sarajevo konnte er in jener Saison den Ligatitel verteidigen. Nachdem er jedoch bis zum Januar 2021 keine Einsatzzeit mehr erhalten hatte, wurde er an den Ligarivalen FK Mladost Doboj Kakanj verliehen. Dort war er Stammspieler und spielte elf von den 14 restlichen Saisonpartien. In der Saison 2021/22 spielte er wieder für den FK Sarajevo. Er bestritt wettbewerbsübergreifend 32 Partien, wobei er zwei Tore schoss und zwei Vorlagen gab. Mit seinem Verein wurde er jedoch nur Vierter in der Liga und man verlor das Pokalfinale. Auch die Playoffs zur Qualifikation für die Conference League gegen den FC Milsami gingen verloren.
Daraufhin wechselte Šabanović im Sommer 2023 nach Frankreich zum Erstligisten SCO Angers. Sein Ligue-1-Debüt absolvierte er direkt am ersten Spieltag über die vollen 90 Minuten bei einem 0:0-Unentschieden gegen den FC Nantes.

### Nationalmannschaft
Šabanović spielte bislang für mehrere Juniorenauswahlen von Bosnien und Herzegowina. Für die U21-Mannschaft kam er von Mai 2018 bis Oktober 2019 zu sechs Einsätzen.

## Erfolge
FK Sarajevo Jugend
- Bosnischer U17-Meister: 2016
- Bosnischer U19-Meister: 2018

FK Sarajevo
- Bosnischer Meister: 2019, 2020
- Bosnischer Pokalsieger: 2019
  - Finalist: 2022